# 松沢盛茂
松沢 盛茂（まつざわ もりしげ、1911年（明治44年）11月18日 - 1999年（平成11年）11月25日）は、日本の農業経済学者。信州大学名誉教授。

## 略歴・人物
長野県南安曇郡小倉村（現安曇野市）生まれ。旧制松本第二中学（現長野県松本県ヶ丘高等学校）、旧制富山高等学校を経て、1937年（昭和12年）京都帝国大学卒業。農学博士。
1945年長野県立農業専門学校教授から、1951年信州大学農学部助教授、1955年同教授、1962年から農学部長、1977年退官、名誉教授。
機械化貧乏論批判と消費財的性格論
農地改革以来、主に高度成長期の1960年代前半からの農業労働者の都市部流出を契機とする農家の労働者不足や、農機具製造工業の著しい発展に伴い、耕運機などをはじめとする各種農業機械が農村に普及し始める。それと同時に、家族経営が主体である我が国の農業経営の下では、こうした機械化投資が収益をカバーできず、「機械化すればするほど貧乏になる」いわゆる「機械化貧乏」という言葉が生まれた。その代表的意見が松沢の「消費財的性格論」である。
農業経済学者の加用信文（元東京教育大学教授）は、機械化に対する消極的な見解を以下の6つに整理した。
①農家所得上昇論、②消費財的性格論、③誇示的効用説、④家父制崩壊説、⑤余暇発生論、⑥若干労働解放説である。
松沢の「消費財的性格論」は、農家の投資行為を家族経営特有の内部均衡による厚生・心理的効果により説明しようとしたものである。

## 著作論文
- 『望農管見』松沢盛茂著 望農管見編集委員会 1993
- 『農業経営と地域農業』松沢盛茂 編著 信州大学松沢盛茂定年退官記念事業会出版 1977
- 『農業経営』松沢盛茂 ほか著 農山漁村文化協会 1970
- 『ブリンクマン体系における家族経営の位置』松沢盛茂 著 1967
- 『近代化をめざす農業経営の理解と実践』松沢盛茂 著 1961
- 『農業経営簡易診断法』松沢盛茂 著 1959
- 『線型計画法の営農利用―もっとも新しい経営計画の技術である線型計画法の世界中で一番やさしい解説』高坂祐輔、松沢盛茂 共著 長野県農村文化協会 1959